# Održavanje po stanju
Održavanje po stanju (skraćeno CBM, izvedeno iz eng. Condition Based Maintenance)  možemo pojednostavljeno definirati kao održavanje po potrebi, odnosno u trenutku kada se za to ukaže potreba.  Ovo održavanje se izvodi kada pojedini pokazatelji daju naznaku da će doći do kvara sustava, stroja ili uređaja ili kada pokazatelji pokažu pad performansi uređaja. Drugi naziv za održavanje po stanju je prediktivno održavanje. Održavanje po stanju je suvremena strategija održavanja koja se danas primjenjuje kad god je to tehnički i ekonomski razumno, odnosno kada to zahtijevaju pravila o sigurnosti uređaja.
Održavanje po stanju se upotrebljava da bi se uređaj ili sustav ispravno održavao u pravom trenutku. Sustav održavanja po stanju se temelji na očitavanju parametara u stvarnom vremenu, uspoređivanjem dobivenih rezultata i izvođenjem zaključaka kada treba započeti održavanje. Očitavanje parametara rada naziva se nadzor ili monitoring sustava ili uređaja. Nadzorom i praćenjem tijekom početnog perioda utvrđuju se podaci o uređaju u normalnom radu a zatim se prate pokazatelji u realnom vremenu i kada se očitani podaci počmu mijenjati dobiva se jasan signal da nešto nije u redu sa sustavom ili uređajem. Shodno uočenim poremećajima uređaj će pretpostaviti što se dešava i sam će upozoriti korisnika za potrebom za održavanjem.
Najbanalniji primjer održavanja po stanju jeste održavanja guma automobila. Gume automobila se mijenjaju na temelju istrošenosti tj. na temelju dubine šara i tvrdoće gume. Generalni popravak motora automobila se obavlja u momentu kada tlak kompresije motora padne ispod propisane razine tj. na temelju očitanja parametra (tlaka kompresije) koji će uslijediti nakon zamijećenog pada performansi automobila. Kod iole složenijih i skuplih sustava za nadzor stanja je potrebno imati sofisticiranie i skupe sustavi za nadzor. Za nadzor nad sustavom ili uređajem potrebno je izvesti zaseban sustav osjetnika koji su povezani sa središnjom bazom podataka koja stalno prima i nadopunjava podatke tijekom rada. Broj osjetnika raste sa složenošću sustava i penje se i do nekoliko tisuća na složenim kompleksnim strojevima. Kako npr. ugradnja samo jednog akcelerometra danas košta oko 2000 €, sustav za nadzor stanja može biti skuplji od samog uređaja kojeg nadzire. Međutim, ako je spomenuti uređaj jako značajan tada se ipak vrši instaliranje sustava za nadzor.

## Poteškoće
Prva i osnovna poteškoća, odnosno stvarni problem je cijena instalacije sustava nadzora, odnosno cijena izrade baze podataka za pojedine uređaje. Ova napomena posebno se odnosi na uređaje koji su već u radu i naknadno se želi ugraditi sustav za nadzor.
Kako broj osjetnika raste, raste složenost sustava i njegova ukupna cijena. Stoga se ovaj način održavanja primjenjuje za uređaje i sustave koji zahtijevaju veliku sigurnost i pouzdanost u radu (npr na turbinama helikoptera, a također i za vrlo vrijedne sustave kojima cijena za instalaciju ovakvog sustava ne predstavlja značajnu stavku.
Za očekivati je da će cijena osjetnika kao i cijelog sustava vremenom padati i da će ovaj sustav održavanja imati sve veću primjenu. S povećanjem broja korisnika padat će i troškovi izrade te će to dodatno dati poticaj razvoju ovog načina održavanja.

## Prednost i nedostaci
CBM ima neke ptrednosti u usporedbi s planiranim održavanjem:
- Povećana pouzdanost sustava
- Smanjeni troškovi održavanja
- Snanjenje broja održavanja smanjuje i faktor upliva greške zbog ljudske pogreške prilikom izvođenja održavanja

U istoj usporedbi nedostaci su:
- Veliki troškovi ugradnje sustava, za manje uređaje veći od cijene uređaja
- Zbog procesa održavanja koji se radi samo kad se za to ukaže potreba ne mogu se planirati troškovi održavanja te su oni neravnomjerno raspoređeni
- Povećan broj komponenti (sustav za nadzor) koji zahtjeva provjeru i održavanje

CBM sustavi se zbog svoje cijene danas ne rabe na manje važnim dijelovima usprkos vidljivim prednostima. Veliki broj važnih postrojenja održava se ovim načinom, koji će u budućnosti biti sve više prisutan, jer su cijene uređaja za nadzor iz godine u godinu sve niže. U današnje vrijeme održavanje po stanju nalazi široku primjenu tamo gdje se može provoditi bez skupocjenih i sofisticiranih uređaja. Spomenuti su primjeri održavanja guma i motora automobila gdje se održavanje po stanju primjenjuje bez uporabe skupocjenih uređaja.

## Vanjske poveznice
- International Facility Management Association
- Hrvatsko društvo održavatelja  Arhivirana inačica izvorne stranice od 7. svibnja 2010. (Wayback Machine)